# Anchiale
Dans la mythologie grecque, Anchiale (en grec ancien : Ἀγχιάλη / Ankhiálē) est une nymphe ou une Titanide (vraisemblablement née d'Ouranos (le Ciel) et de Gaïa (la Terre) comme les autres Titans, ou du Titan Japet ou bien encore de Phoronée). Elle est la déesse de la chaleur du feu. Elle épouse le Titan Hécatéros et de leur union, naissent les Dactyles. Ces dieux rustiques vivent sur les pentes du Mont Ida et représentent ensemble la capacité des doigts et des mains d'allumer et d'utiliser le feu.
En effet, c'est Prométhée, le propre frère d'Anchiale, qui vole le feu aux dieux pour l'offrir à l'humanité.
Selon une autre version du mythe, Anchiale a donné naissance à Oasse, fondateur de la ville d'Oasso, né d'une union avec Apollon.

## Sources
- Apollonios de Rhodes, Argonautiques [détail des éditions] [lire en ligne] (I, 1120).
- Catalogue des femmes [détail des éditions].
- Étienne de Byzance, Ethniques [détail des éditions], s.v. Anchiale.
- Strabon, Géographie [détail des éditions] [lire en ligne] (X, 3, 19-22).